# Faith No More/Diskografie
Diese Diskografie ist eine Übersicht über die musikalischen Werke der US-amerikanischen Rockband Faith No More und ihrem Vorläufer Faith. No Man. Den Schallplattenauszeichnungen zufolge hat sie bisher mehr als 3,5 Millionen Tonträger verkauft. Ihre erfolgreichste Veröffentlichung ist das dritte Studioalbum The Real Thing mit über 1,2 Millionen verkauften Einheiten.

## Alben

### Studioalben
| Jahr | Titel Musiklabel                                                    | Höchstplatzierung, Gesamtwochen, AuszeichnungChartplatzierungen (Jahr, Titel, Musiklabel, Platzierungen, Wochen, Auszeichnungen, Anmerkungen) | Höchstplatzierung, Gesamtwochen, AuszeichnungChartplatzierungen (Jahr, Titel, Musiklabel, Platzierungen, Wochen, Auszeichnungen, Anmerkungen) | Höchstplatzierung, Gesamtwochen, AuszeichnungChartplatzierungen (Jahr, Titel, Musiklabel, Platzierungen, Wochen, Auszeichnungen, Anmerkungen) | Höchstplatzierung, Gesamtwochen, AuszeichnungChartplatzierungen (Jahr, Titel, Musiklabel, Platzierungen, Wochen, Auszeichnungen, Anmerkungen) | Höchstplatzierung, Gesamtwochen, AuszeichnungChartplatzierungen (Jahr, Titel, Musiklabel, Platzierungen, Wochen, Auszeichnungen, Anmerkungen) | Anmerkungen                                              |
| Jahr | Titel Musiklabel                                                    | DE | AT | CH | UK | US | Anmerkungen                                              |
| ---- | ------------------------------------------------------------------- | --- | --- | --- | --- | --- | -------------------------------------------------------- |
| 1985 | We Care a Lot Mordam Records                                        | — | — | — | — | — | Erstveröffentlichung: November 1985                      |
| 1987 | Introduce Yourself Slash Records                                    | — | — | — | — | — | Erstveröffentlichung: April 1987                         |
| 1989 | The Real Thing Slash Records / Reprise Records                      | DE37 (16 Wo.)DE | — | — | UK30 Silber · (35 Wo.)UK | US11 Platin · (60 Wo.)US | Erstveröffentlichung: 3. Juli 1989 Verkäufe: + 1.242.500 |
| 1992 | Angel Dust Slash Records / Reprise Records                          | DE8 Gold · (45 Wo.)DE | AT4 (16 Wo.)AT | CH9 (15 Wo.)CH | UK2 Gold · (25 Wo.)UK | US10 Gold · (19 Wo.)US | Erstveröffentlichung: 8. Juni 1992 Verkäufe: + 992.500   |
| 1995 | King for a Day… Fool for a Lifetime Slash Records / Reprise Records | DE8 (24 Wo.)DE | AT9 (16 Wo.)AT | CH7 (16 Wo.)CH | UK5 Gold · (8 Wo.)UK | US31 (8 Wo.)US | Erstveröffentlichung: 25. März 1995 Verkäufe: + 142.500  |
| 1997 | Album of the Year Slash Records / Reprise Records                   | DE2 (20 Wo.)DE | AT5 (11 Wo.)AT | CH16 (12 Wo.)CH | UK7 (5 Wo.)UK | US41 (8 Wo.)US | Erstveröffentlichung: 3. Juni 1997 Verkäufe: + 85.000    |
| 2015 | Sol Invictus Reclamation Records                                    | DE4 (7 Wo.)DE | AT7 (6 Wo.)AT | CH3 (6 Wo.)CH | UK6 (4 Wo.)UK | US15 (4 Wo.)US | Erstveröffentlichung: 15. Mai 2015                       |

### Livealben
| Jahr | Titel Musiklabel                          | Höchstplatzierung, Gesamtwochen, AuszeichnungChartplatzierungen (Jahr, Titel, Musiklabel, Platzierungen, Wochen, Auszeichnungen, Anmerkungen) | Höchstplatzierung, Gesamtwochen, AuszeichnungChartplatzierungen (Jahr, Titel, Musiklabel, Platzierungen, Wochen, Auszeichnungen, Anmerkungen) | Höchstplatzierung, Gesamtwochen, AuszeichnungChartplatzierungen (Jahr, Titel, Musiklabel, Platzierungen, Wochen, Auszeichnungen, Anmerkungen) | Höchstplatzierung, Gesamtwochen, AuszeichnungChartplatzierungen (Jahr, Titel, Musiklabel, Platzierungen, Wochen, Auszeichnungen, Anmerkungen) | Höchstplatzierung, Gesamtwochen, AuszeichnungChartplatzierungen (Jahr, Titel, Musiklabel, Platzierungen, Wochen, Auszeichnungen, Anmerkungen) | Anmerkungen                           |
| Jahr | Titel Musiklabel                          | DE | AT | CH | UK | US | Anmerkungen                           |
| ---- | ----------------------------------------- | --- | --- | --- | --- | --- | ------------------------------------- |
| 1991 | Live at the Brixton Academy Slash Records | DE38 (11 Wo.)DE | — | — | UK20 (4 Wo.)UK | — | Erstveröffentlichung: 4. Februar 1991 |

### Kompilationen
| Jahr | Titel Musiklabel                                                         | Höchstplatzierung, Gesamtwochen, AuszeichnungChartplatzierungen (Jahr, Titel, Musiklabel, Platzierungen, Wochen, Auszeichnungen, Anmerkungen) | Höchstplatzierung, Gesamtwochen, AuszeichnungChartplatzierungen (Jahr, Titel, Musiklabel, Platzierungen, Wochen, Auszeichnungen, Anmerkungen) | Höchstplatzierung, Gesamtwochen, AuszeichnungChartplatzierungen (Jahr, Titel, Musiklabel, Platzierungen, Wochen, Auszeichnungen, Anmerkungen) | Höchstplatzierung, Gesamtwochen, AuszeichnungChartplatzierungen (Jahr, Titel, Musiklabel, Platzierungen, Wochen, Auszeichnungen, Anmerkungen) | Höchstplatzierung, Gesamtwochen, AuszeichnungChartplatzierungen (Jahr, Titel, Musiklabel, Platzierungen, Wochen, Auszeichnungen, Anmerkungen) | Anmerkungen                                                 |
| Jahr | Titel Musiklabel                                                         | DE | AT | CH | UK | US | Anmerkungen                                                 |
| ---- | ------------------------------------------------------------------------ | --- | --- | --- | --- | --- | ----------------------------------------------------------- |
| 1998 | Who Cares a Lot? – The Greatest Hits Slash Records                       | DE27 (12 Wo.)DE | AT46 (3 Wo.)AT | — | UK37 Silber · (3 Wo.)UK | — | Erstveröffentlichung: 24. November 1998 Verkäufe: + 137.500 |
| 2009 | The Very Best Definitive Ultimate Greatest Hits Collection Rhino Records | — | — | CH77 (1 Wo.)CH | — | — | Erstveröffentlichung: 8. Juni 2009 Verkäufe: + 7.500        |

Weitere Kompilationen
- 1991: Epic Remix + Live Tracks
- 1995: B-Sides and Alternate Versions (Gimickbeilage zu den ersten Kopien des King for a Day…Fool for a Lifetime Albums)
- 1995: Fool’s Small Victory – B-Sides and Rarities 90–95
- 2000: Last Cup of Sorrow
- 2003: This Is It: The Best of Faith No More
- 2005: Epic and Other Hits
- 2006: The Platinum Collection
- 2008: The Works
- 2008: Angel Dust / The Real Thing
- 2009: Rhino Classic Albums Collection
- 2010: Midlife Crisis: The Very Best of Faith No More

### EPs
- 1993: Songs to Make Love To

### Tributealben
- 2002: Tribute of the Year: A Tribute to Faith No More

## Singles

### Als Leadmusiker
| Jahr | Titel Album                                                     | Höchstplatzierung, Gesamtwochen, AuszeichnungChartplatzierungen (Jahr, Titel, Album, Platzierungen, Wochen, Auszeichnungen, Anmerkungen) | Höchstplatzierung, Gesamtwochen, AuszeichnungChartplatzierungen (Jahr, Titel, Album, Platzierungen, Wochen, Auszeichnungen, Anmerkungen) | Höchstplatzierung, Gesamtwochen, AuszeichnungChartplatzierungen (Jahr, Titel, Album, Platzierungen, Wochen, Auszeichnungen, Anmerkungen) | Höchstplatzierung, Gesamtwochen, AuszeichnungChartplatzierungen (Jahr, Titel, Album, Platzierungen, Wochen, Auszeichnungen, Anmerkungen) | Höchstplatzierung, Gesamtwochen, AuszeichnungChartplatzierungen (Jahr, Titel, Album, Platzierungen, Wochen, Auszeichnungen, Anmerkungen) | Anmerkungen                                                |
| Jahr | Titel Album                                                     | DE | AT | CH | UK | US | Anmerkungen                                                |
| ---- | --------------------------------------------------------------- | --- | --- | --- | --- | --- | ---------------------------------------------------------- |
| 1988 | We Care a Lot Introduce Yourself                                | — | — | — | UK53 (4 Wo.)UK | — | Erstveröffentlichung: 18. Januar 1988                      |
| 1989 | From Out of Nowhere The Real Thing                              | — | — | — | UK23 (6 Wo.)UK | — | Erstveröffentlichung: 30. August 1989                      |
| 1990 | Epic The Real Thing                                             | — | — | — | UK25 Silber · (9 Wo.)UK | US9 Gold · (21 Wo.)US | Erstveröffentlichung: 30. Januar 1990 Verkäufe: + 775.000  |
| 1990 | Falling to Pieces The Real Thing                                | — | — | — | UK41 (3 Wo.)UK | US92 (3 Wo.)US | Erstveröffentlichung: 2. Juli 1990                         |
| 1992 | Midlife Crisis Angel Dust                                       | DE32 (15 Wo.)DE | AT9 (2 Wo.)AT | — | UK10 (5 Wo.)UK | — | Erstveröffentlichung: 26. Mai 1992                         |
| 1992 | A Small Victory Angel Dust                                      | — | — | — | UK29 (6 Wo.)UK | — | Erstveröffentlichung: 3. August 1992                       |
| 1992 | Everything’s Ruined Angel Dust                                  | — | — | — | UK28 (3 Wo.)UK | — | Erstveröffentlichung: 9. November 1992                     |
| 1992 | Easy / Be Aggressive Angel Dust                                 | DE20 (25 Wo.)DE | — | CH9 (23 Wo.)CH | UK3 (8 Wo.)UK | US58 (8 Wo.)US | Erstveröffentlichung: 29. Dezember 1992 Verkäufe: + 75.000 |
| 1993 | Another Body Murdered Judgment Night – Zum Töten verurteilt OST | — | — | — | UK26 (3 Wo.)UK | — | Erstveröffentlichung: September 1993 mit Boo-Yaa Tribe     |
| 1995 | Digging the Grave King for a Day…Fool for a Lifetime            | DE48 (5 Wo.)DE | — | CH42 (3 Wo.)CH | UK16 (4 Wo.)UK | — | Erstveröffentlichung: 28. Februar 1995                     |
| 1995 | Ricochet King for a Day…Fool for a Lifetime                     | — | — | — | UK27 (3 Wo.)UK | — | Erstveröffentlichung: 1. Mai 1995                          |
| 1995 | Evidence King for a Day…Fool for a Lifetime                     | — | — | — | UK32 (3 Wo.)UK | — | Erstveröffentlichung: 8. Mai 1995                          |
| 1997 | Ashes to Ashes Album of the Year                                | DE76 (6 Wo.)DE | — | CH50 (1 Wo.)CH | UK15 (6 Wo.)UK | — | Erstveröffentlichung: 19. Mai 1997 Verkäufe: + 35.000      |
| 1997 | Last Cup of Sorrow Album of the Year                            | — | — | — | UK51 (2 Wo.)UK | — | Erstveröffentlichung: 5. August 1997                       |
| 1998 | I Started a Joke Who Cares a Lot?                               | — | — | — | UK49 (2 Wo.)UK | — | Erstveröffentlichung: 21. September 1998                   |

Weitere Singles
- 1981: Song of Liberty / All Quiet in Heaven
- 1988: Anne’s Song
- 1990: Surprise! You’re Dead!
- 1997: Stripsearch
- 2015: Motherfucker (Record Store Day; nur Vinyl und Download)
- 2015: Superhero (nur Vinyl und Download)

### Als Gastmusiker
| Jahr | Titel Album                                          | Höchstplatzierung, Gesamtwochen, AuszeichnungChartplatzierungen (Jahr, Titel, Album, Platzierungen, Wochen, Auszeichnungen, Anmerkungen) | Höchstplatzierung, Gesamtwochen, AuszeichnungChartplatzierungen (Jahr, Titel, Album, Platzierungen, Wochen, Auszeichnungen, Anmerkungen) | Höchstplatzierung, Gesamtwochen, AuszeichnungChartplatzierungen (Jahr, Titel, Album, Platzierungen, Wochen, Auszeichnungen, Anmerkungen) | Höchstplatzierung, Gesamtwochen, AuszeichnungChartplatzierungen (Jahr, Titel, Album, Platzierungen, Wochen, Auszeichnungen, Anmerkungen) | Höchstplatzierung, Gesamtwochen, AuszeichnungChartplatzierungen (Jahr, Titel, Album, Platzierungen, Wochen, Auszeichnungen, Anmerkungen) | Anmerkungen                                                     |
| Jahr | Titel Album                                          | DE | AT | CH | UK | US | Anmerkungen                                                     |
| ---- | ---------------------------------------------------- | --- | --- | --- | --- | --- | --------------------------------------------------------------- |
| 1997 | This Town Ain’t Big Enough for Both of Us Plagiarism | — | — | — | UK40 (2 Wo.)UK | — | Erstveröffentlichung: 1. Dezember 1997 Sparks vs. Faith No More |

## Videoalben und Musikvideos

### Videoalben
- 1990: You Fat Bastards: Live at the Brixton Academy (Verkäufe: + 50.000, US: Gold)
- 1992: Video Croissant
- 1999: Who Cares a Lot: Greatest Videos
- 2006: You Fat Bastards / Who Cares a Lot

### Musikvideos
| Jahr | Titel                  | Regisseur(e)          |
| ---- | ---------------------- | --------------------- |
| 1988 | We Care a Lot          | Bob Biggs & Jay Brown |
| 1988 | Anne’s Song            | Tamra Davis           |
| 1989 | From Out of Nowhere    | Doug Freel            |
| 1990 | Epic                   | Ralph Ziman           |
| 1990 | Falling to Pieces      | Ralph Ziman           |
| 1990 | Surprise! You’re Dead! | Billy Gould           |
| 1992 | Midlife Crisis         | Kevin Kerslake        |
| 1992 | A Small Victory        | Marcus Nispel         |
| 1992 | Everything’s Ruined    | Kevin Kerslake        |
| 1992 | Easy                   | Barry McGuire         |
| 1993 | Another Body Murdered  | Marcus Raboy          |
| 1995 | Digging the Grave      | Marcus Raboy          |
| 1995 | Ricochet               | Alex Hemming          |
| 1995 | Evidence               | Walter A. Stern       |
| 1997 | Ashes to Ashes         | Tim Royes             |
| 1997 | Last Cup of Sorrow     | Joseph Kahn           |
| 1997 | Stripsearch            | Philipp Stölzl        |
| 1998 | I Started a Joke       | Vito Rocco            |

## Boxsets
- 2011: Original Album Series (Verkäufe: + 10.000)

## Statistik

### Chartauswertung
|                     | DE    | AT    | CH    | UK    | US    |
| ------------------- | ----- | ----- | ----- | ----- | ----- |
| Nummer-eins-Alben   | DE—DE | AT—AT | CH—CH | UK—UK | US—US |
| Top-10-Alben        | DE4DE | AT4AT | CH3CH | UK4UK | US1US |
| Alben in den Charts | DE7DE | AT5AT | CH5CH | UK7UK | US5US |

|                       | DE    | AT    | CH    | UK     | US    |
| --------------------- | ----- | ----- | ----- | ------ | ----- |
| Nummer-eins-Singles   | DE—DE | AT—AT | CH—CH | UK—UK  | US—US |
| Top-10-Singles        | DE—DE | AT1AT | CH1CH | UK2UK  | US1US |
| Singles in den Charts | DE4DE | AT1AT | CH3CH | UK16UK | US3US |

### Auszeichnungen für Musikverkäufe
| Goldene Schallplatte - Australien - 1992: für das Album Angel Dust - 1995: für das Album King for a Day… Fool for a Lifetime - 1997: für die Single Ashes to Ashes - Neuseeland - 1990: für die Single Epic - 1991: für die Single Easy - 1993: für das Album Angel Dust - 1995: für das Album King for a Day… Fool for a Lifetime - 1998: für das Album Who Cares a Lot? – The Greatest Hits - 2024: für das Album The Very Best Definitive Ultimate Greatest Hits Collection - Polen - 2012: für das Album Original Album Series | Platin-Schallplatte - Australien - 1990: für die Single Epic - 1990: für das Album The Real Thing - 1993: für die Single Easy - 1997: für das Album Album of the Year - 1999: für das Album Who Cares a Lot? – The Greatest Hits - Kanada - 1990: für das Album The Real Thing - 1992: für das Album Angel Dust - Neuseeland - 1995: für das Album The Real Thing - 1998: für das Album Album of the Year |

Anmerkung: Auszeichnungen in Ländern aus den Charttabellen bzw. Chartboxen sind in ebendiesen zu finden.
| Land/RegionAuszeichnungen für Musikverkäufe (Land/Region, Auszeichnungen, Verkäufe, Quellen) | Silber     | Gold       | Platin       | Verkäufe  | Quellen                       |
| -------------------------------------------------------------------------------------------- | ---------- | ---------- | ------------ | --------- | ----------------------------- |
| Australien (ARIA)                                                                            | —          | 3× Gold3   | 5× Platin5   | 455.000   | aria.com.au                   |
| Deutschland (BVMI)                                                                           | —          | Gold1      | —            | 250.000   | musikindustrie.de             |
| Kanada (MC)                                                                                  | —          | —          | 2× Platin2   | 200.000   | musiccanada.com               |
| Neuseeland (RMNZ)                                                                            | —          | 6× Gold6   | 2× Platin2   | 70.000    | aotearoamusiccharts.co.nz NZ2 |
| Polen (ZPAV)                                                                                 | —          | Gold1      | —            | 10.000    | olis.pl                       |
| Vereinigte Staaten (RIAA)                                                                    | —          | 3× Gold3   | Platin1      | 2.050.000 | riaa.com                      |
| Vereinigtes Königreich (BPI)                                                                 | 3× Silber3 | 2× Gold2   | —            | 520.000   | bpi.co.uk                     |
| Insgesamt                                                                                    | 3× Silber3 | 16× Gold16 | 10× Platin10 |           |                               |